# Typhocesini
Los tifocesinos (Typhocesini) son una tribu de coleópteros crisomeloideos de la familia Cerambycidae.

## Géneros
Tiene los siguientes géneros:
- Bixorestes Pascoe, 1867
- Hemesthocera Newman, 1850
- Taphos Pascoe, 1864
- Typhocesis Pascoe, 1863